# 沖本摩幸
沖本 摩幸（おきもと まさき、1982年5月21日 - ）は、日本のプロレスラー。覆面レスラーとしてのリングネームは夏祭り「青森ねぶた祭」をモチーフにしたラッセ。

## 経歴

### スモール"ダンディ"フジ
闘龍門の9期生として入門。ドン・フジイのミニ版として活躍。本物のように相撲部屋出身ではないためパワフルな技はなかったが、本人と同様に華麗なジャーマンスープレックスをこなし、本物にはない飛び技などが披露された。
闘龍門Xに移行してもミニC-MAXの勢いは止まらなかった。やがて団体と共にミニC-MAXも解散する。

### ラッセ

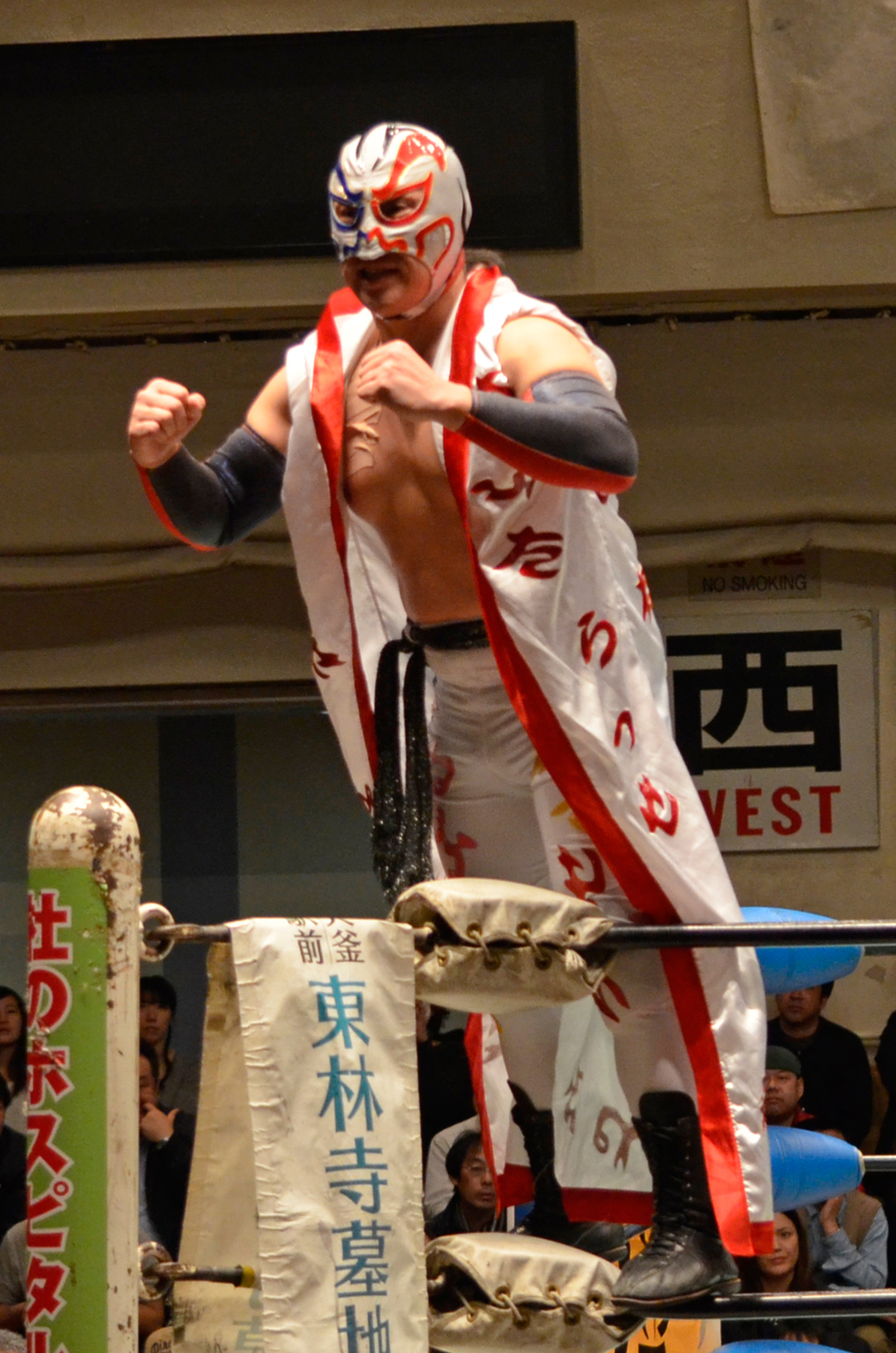
ラッセ

企画レスラー「MICHINOKUレンジャー銀」としてみちのくマットに参戦。
2004年12月3日、覆面レスラー「ラッセ」として、みちのくプロレスでデビュー。
義経が女性などに人気を博すがラッセは子供達から人気がある。しかし、近年は女性ファンからの人気がある。
「ラッセと言えば絶好調」をスローガンにしている。
Ken45°に試合中にマスクを剥ぎ取られる。
2014年現在正規軍で活躍中。
2015年より長期海外遠征を行う。
6月現在アジア圏を放浪中で各地のジムを渡って8kgの減量に成功している。
2016年9月16日より開催の第6回ふく面ワールドリーグ戦に参戦するも剣舞に一回戦で敗退。再度海外遠征に戻る。

### ジャンピングキッド沖本
2006年、プロレスリングElDoradoでは覆面レスラー「JKO」としてプレ旗揚げ戦から登場。南京都高校の先輩の"brother"YASSHIに正体をバラされて覆面レスラー「ジャンピングキット沖本」に変更。YASSHIから「カス野郎」に対抗して「辻本バーカ」など叫んでいるが浸透はしていない。同校の後輩の火野裕士と共闘や仲間割れがありながらも、STONED相手にYASSHIと火野と共闘してユニット「南京Fuckin'高校レスリング部」を結成して試合では本名の沖本摩幸として試合を行う。移動はジャンピングシューズ（最近はなし）。何事もうまく行かず痛い目に合うキャラが、ハッスル時代の石狩太一と重なる。南京Fuckin'高校レスリング部解散の際は自らマスクを脱いで抗議するも実らずグループは解散する。
2007年11月、青森大会にて参戦したラッセとJKOを近藤修司が同一人物説を唱えるも、JKOの前にラッセが現れたことにより打破された。

### 沖本摩幸
2008年、心機一転マスクを脱ぎ、髪をかけKen45°と戦うも敗戦。後日、沖本摩幸に改名してリングへ上がる。
2009年12月、ElDoradoの解散により、フリーとなる。

## 得意技
ジャガラギ
450°スプラッシュと同型。
ジャガラギ捻り
フェニックススプラッシュと同型。
マバタキ
各種丸め込み技の総称。
フィッシャーマンズバスター
ジャーマンスープレックス
フロントスープレックス
トラースキック

## 入場曲
- 柳生外伝 YAGYU-GAIDEN（六三四Musashi）

## タイトル歴
- 東北タッグ王座
- 鉄人優勝
- みちのくふたり旅優勝
- 大阪プロレスタッグ王座